# Lou Kaplan Trophy
Lou Kaplan Trophy var ett pris i World Hockey Association som delades ut till årets rookie (nykomling).

## Lou Kaplan Trophy vinnare
- 1979 – Wayne Gretzky, Edmonton Oilers
- 1978 – Kent Nilsson, Winnipeg Jets
- 1977 – George Lyle, New England Whalers
- 1976 – Mark Napier, Toronto Toros
- 1975 – Anders Hedberg, Winnipeg Jets
- 1974 – Mark Howe, Houston Aeros
- 1973 – Terry Caffery, New England Whalers